# Rolf Laute
Rolf Laute (26. Februar 1940 – 10. Juli 2013) war ein deutscher Maler, Graphiker und Kunstpädagoge.

## Leben

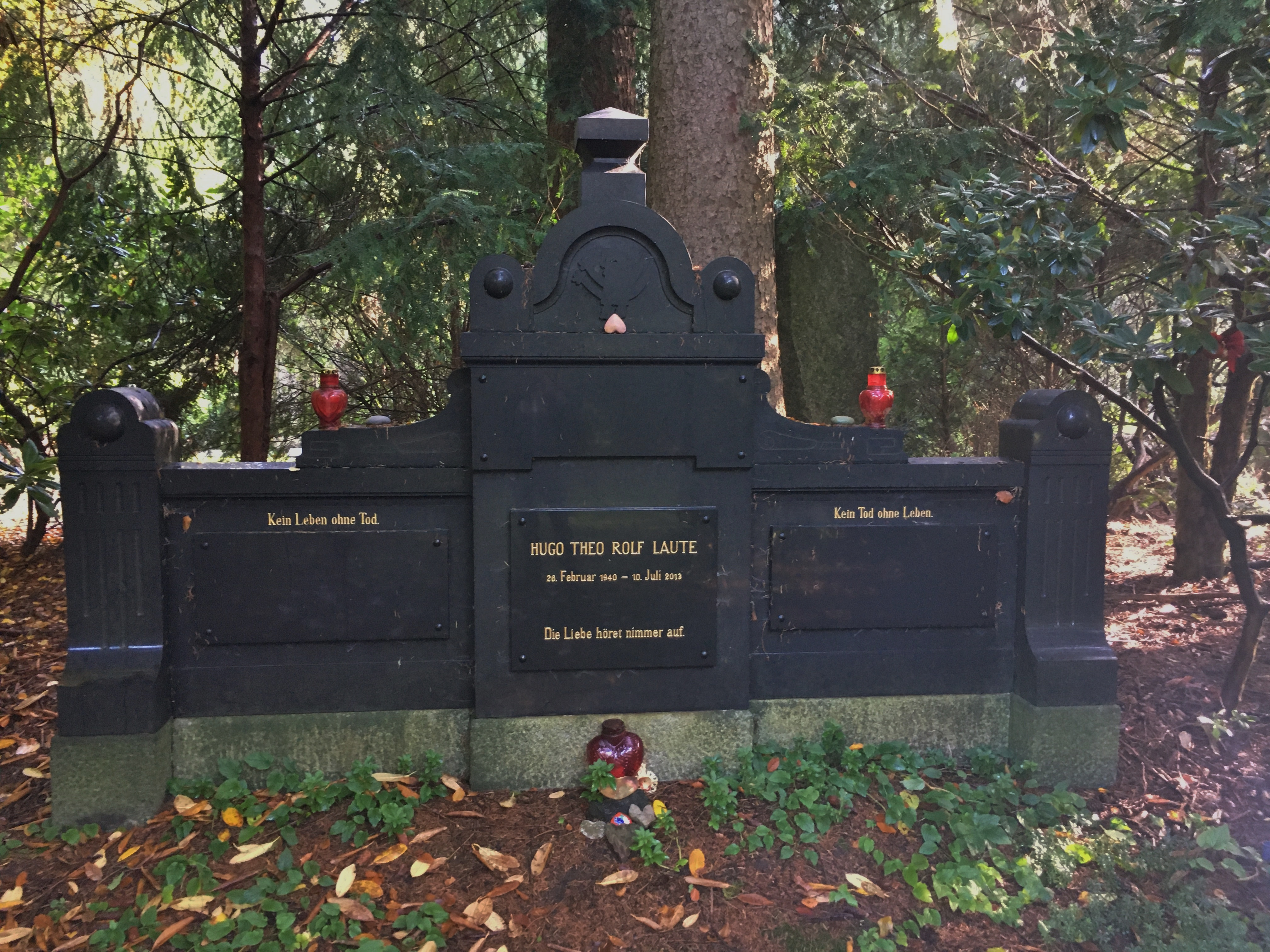
Grabstätte auf dem Friedhof Ohlsdorf

Am 26. Februar 1940, als Sohn eines Verwaltungsleiters der Evangelischen Stiftung Alsterdorf geboren, lebte Rolf Laute auf dem Gelände der damaligen Alsterdorfer Anstalten. Das 1959 aufgenommene Studium an der Hochschule für bildende Künste Hamburg, unter anderem bei Carl Heinz Wienert, Walter Arno, Klaus Bendixen, schloss er 1964 mit dem Kunsterzieherexamen ab. Im Anschluss nahm er bis 1967 einen Lehrauftrag für Kunsterziehung in Hamburg wahr und übernahm 1969 die Leitung der Privaten Kunstschule im Hamburger Karolinenviertel. 1972/73 war er Gastdozent an der Hochschule für bildende Künste in Frankfurt.
Rolf Laute wollte Künstlern stets eine freischaffende und selbstbestimmte Tätigkeit ermöglichen. Es ging ihm immer um das künstlerische Talent. So verstand er die Ateliergemeinschaft nie als einen Ort der Kunsttherapie. Zu seinen Verdiensten gehören die vielen, auch internationalen Ausstellungen, u. a. die Ausstellung der Schlumper anlässlich des 25-jährigen Jubiläums in der Kunsthalle Hamburg.
Am 18. Mai 2013 wurde er als Maler, Graphiker und Kunstpädagoge mit der „Medaille für treue Arbeit im Dienste des Volkes in Silber“ des Senats der Freien und Hansestadt Hamburg für sein Lebenswerk ausgezeichnet. „Lautes Einsatz sei es zu verdanken, dass die Werke der Ateliergemeinschaft als anerkannte Gegenwartskunst gehandelt werden, er habe das große künstlerische Potenzial vieler als "werkstattunfähig" eingestufter Menschen erkannt und damit erreicht, dass deren Arbeiten auf internationalen Ausstellungen präsentiert wurden“, so die Begründung.
„Rolf Laute habe mit seinem Projekt 'Schlumper von Beruf' bundesweit bedeutende Impulse gesetzt. Bei ihm stünden Künstler mit ihren Potenzialen im Vordergrund und nicht die Defizite der behinderten Menschen“. Bis zu seinem Tod am 10. Juli 2013 arbeitete Rolf Laute für Die Schlumper.
Ein Werk Lautes ist im U-Bahnhof Niendorf Nord (Hamburg) zu erleben: das „Birkenwäldchen“ (1991), eine beidseitige Gestaltung der Bahnsteigwände mit Mosaiken abstrakter Birkenmotive.
Rolf Laute wurde auf dem Friedhof Ohlsdorf beigesetzt. Die Grabstätte im Planquadrat AA 23 liegt nordöstlich von Kapelle 2.

## Auszeichnungen
- 2013 Medaille für treue Arbeit im Dienste des Volkes in Silber